# تشارلز ليستر
تشارلز ليستر (بالإنجليزية: Charles Lister)‏ (7 نوفمبر 1811 في المملكة المتحدة - 18 أغسطس 1873) هو لاعب كريكت أسترالي. لعب مع فريق فكتوريا للكريكت.

## وصلات خارجية
- تشارلز ليستر على موقع إي آس بي آن كريك إنفو (الإنجليزية)